# Mitreo delle Pareti Dipinte
Il Mitreo delle Pareti Dipinte (III,I,6) era un mitreo, luogo di culto del mitraismo, che si trovava nella regio III della città romana di Ostia.

## Descrizione
Il mitreo, noto per gli affreschi alle pareti riferiti al culto di Mitra, si trova ad ovest del foro di Ostia, occupando una delle stanze della domus a cui da il nome.
La cella è raggiungibile da un piccolo vestibolo, all'angolo del tempio; due brevi muri, dove sono state ricavate due piccole nicchie, dividono la cella (14 x 4 metri) in una sezione anteriore e in una posteriore, entrambe dotate di banchine per gli iniziati. Il pavimento posteriore era decorato con piccoli pezzi di travertino, mentre in quello anteriore si trova un altare a gradini, con una piccola nicchia in cima, costruito in opus vittatum, decorato con marmo.
Davanti all'altare in muratura si trova un altare marmoreo con rilievi, rinvenuto in numerosi frammenti. Sul lato anteriore è raffigurato un busto di Sol-Mithras con raggi. Il volto è andato  perduto, ma si notano due fori a forma di mezzaluna all'altezza del collo, simboli della luna, che probabilmente erano illuminati da dietro da una lampada posta in una cavità sul lato posteriore. Ai lati sono raffigurati Cautes e Cautopates, i due assistenti della divinità. Davanti all'altare si trova un piccolo pozzo rotondo, coperto da un coperchio di marmo.
Sulla pareti sono dipinti alcuni personaggi maschili e femminili che si riferiscono al culto, come i due assistenti Cautes e  Cautopates, un personaggio con un mantello e un altro con un giavellotto, e Venere.

## Iscrizioni
Nel tempio sono stati rinvenuti due cippi con iscrizione: uno menziona un certo Aulus Aemilius Antoninus, mentre l'altro è una dedica di Caius Caelius Ermeros:
```
in
 
latino
 
 C(aius) CAE / LIVS E / [r]MEROS / ANTIS / TES H[ui] / VS LOC[i] / FECIT / S(ua) P(ecunia) 
, "Caio Celio Ermeros, sorvegliante di questo luogo, lo fece a proprie spese."
```

```
in
 
latino
 
 A(ulus) AEMI / LIVS AN / TONINVS / PATER / CAVTI 
, "Aulo Emilio Antonino, padre, a Cautes."
```